# Sticherus pruinosus
Sticherus pruinosus là một loài dương xỉ trong họ Gleicheniaceae. Loài này được Mart. Ching mô tả khoa học đầu tiên năm 1940.